# Calotte glaciaire Bagley
Le calotte glaciaire Bagley est une calotte glaciaire du Sud-Est de l'Alaska. Il s'agit du plus grand champ de glace non polaire de l'Amérique du Nord.

## Toponymie
La calotte a été nommée en l'honneur de l'ingénieur James W. Bagley (en) qui cartographia l'Alaska avant la Première Guerre mondiale.

## Géographie
La calotte s'étend sur 200 km de long et 10 km de large et a une épaisseur allant jusqu’à 1 000 m. Elle couvre la plupart de la chaîne Saint-Élie et une partie des montagnes Chugach.
Elle alimente une dizaine de lobes glaciaires comme le glacier Guyot.
Elle fait partie du parc national de Wrangell - Saint-Élie.